# Chiesa di San Giacomo (Scerni)
La chiesa di San Giacomo è un principale luogo di culto di Scerni, in provincia di Chieti. È situata nella contrada a cui dà il nome.

## Storia
La presenza di una fonte retrostante dedicata a Sant'Angelo induce a supporre che vi fosse già nell'Alto Medioevo una chiesetta dedicata all'arcangelo Michele.Si pensa comunque che anticamente ci fosse un eremitaggio e poi venne edificata una cappella tratturale restaurata molte volte fino al 1926. Secondo la tradizione nel 1600 vi fu collocato un quadro dell'apostolo San Giacomo (il Maggiore) conservato nella cappella. Dopo l'elevazione a parrocchia nel 1951 viene avviata la costruzione di una chiesa più grande situata a fianco alla cappella e terminata nel 1952 da Pietro Mariani e Ugo Trassotto. Vi fu nel 1960 la realizzazione di un oratorio, una canonica e gli uffici della parrocchia. Nel 1975 venne risistemato il presbiterio e negli anni ottanta del Novecento vennero tolti i marmi e la chiesa venne intonacata; poi nel 2000 viene restaurata la facciata, l'altare, il giardino e il portone principale. Circa sessant'anni dopo la sua fondazione con decreto vescovile del 22 aprile 2013 e decreto ministeriale del 1 agosto 2013 la parrocchia di San Giacomo viene soppressa e la chiesa diventa sussidiaria della parrocchia di San Panfilo.

## Descrizione
La facciata della chiesa è divisa in due ordini, quello più in basso che presenta l'entrata principale, un portone di legno raffigurante scene della vita di San Giacomo con uno stemma sopra e quello più alto presenta unite cavità cubiche e al centro un finestrone circolare con una vetrata raffigurante San Giacomo. Sul tetto della facciata vi sono una statua di San Giacomo con dietro una croce, dietro la facciata a lato vi è un piccolo campanile con un impianto elettrico e sotto vi è un ingresso secondario; la chiesa è poi circondata da un giardino. L'interno è a croce latina in una sola navata con a fianco due gruppi da cinque nicchie, vi è poi il presbiterio con dietro un'abside circondata da due scalinate che conducono al tabernacolo con sopra la vecchia statua di San Giacomo e ancora più sopra un crocifisso legato con sottili fili di ferro. Nella chiesa sono presenti diverse statue tutte di aspetto moderno e semplice, le più importanti sono quelle della Madonna della Salute (processione 24 luglio) e di Sant'Antonio Abate (processione 17 gennaio); fatta eccezione per la nuova statua di San Giacomo (processione 25 luglio) commissionata nel 2020 e inaugurata nel 2021 per l'anno giacobeo, essa infatti richiama uno stile fuori dal tempo. A fianco alla chiesa vi è l'antica cappella rintonacata negli anni 1980 con aspetto molto moderno però conserva ancora il quadro seicentesco di San Giacomo (il Maggiore), e ancora a fianco all'oratorio gli uffici parrocchiali e l'ex canonica.